# علي الخشان
علي أحمد سالم خشان (وُلد في 7 يوليو 1956 في القدس - ) قانوني فلسطيني شغل منصب وزير وزارة العدل الفلسطينية في حكومتي سلام فياض الأولى والثانية واستمر في المنصب منذ عام 2007 وحتى مايو 2012. كما أنه عضوٌ في مجلس أمناء جامعة الخليل.